# Nombre d'Atwood
El nombre Atwood (A) és un nombre adimensional en la dinàmica de fluids utilitzat en l'estudi de les inestabilitats hidrodinàmiques en els fluxos de densitat estratificada. Es tracta d'una proporció de densitat no dimensionada definida com a:
{\displaystyle \mathrm {A} ={\frac {\rho _{1}-\rho _{2}}{\rho _{1}+\rho _{2}}}}
on
- {\displaystyle \rho _{1}} = densitat de fluid més pesat
- {\displaystyle \rho _{2}} = densitat de fluid més lleuger

## Camp d'aplicació
El nombre d'Atwood és un paràmetre important en l'estudi de la inestabilitat de Rayleigh-Taylor i la inestabilitat Richtmyer-Meshkov. En la inestabilitat de Rayleigh-Taylor, la distància de penetració de les bombolles de fluids pesats en el fluid lleuger és una funció de l'escala de temps d'acceleració, {\displaystyle \mathrm {A} gt^{2}} on A és el nombre d'Atwood, g és l'acceleració gravitatòria i t és el temps.